# Liste der Baudenkmäler in Diebach
Auf dieser Seite sind die Baudenkmäler in der mittelfränkischen Gemeinde Diebach zusammengestellt. Diese Tabelle ist eine Teilliste der Liste der Baudenkmäler in Bayern. Grundlage ist die Bayerische Denkmalliste, die auf Basis des Bayerischen Denkmalschutzgesetzes vom 1. Oktober 1973 erstmals erstellt wurde und seither durch das Bayerische Landesamt für Denkmalpflege geführt wird. Die folgenden Angaben ersetzen nicht die rechtsverbindliche Auskunft der Denkmalschutzbehörde.
 Diese Liste gibt den Fortschreibungsstand vom 30. März 2020 wieder und enthält 17 Baudenkmäler.

## Ensembles

### Ensemble Pfarrkirche St. Veit mit Umgebung
Nach dem Abbruch der ehemals dem hl. Vitus geweihten Kirche in Unteroestheim wurde zwischen Unter- und Oberoestheim die neue Pfarrkirche 1835 bis 1838 errichtet. Der Kirche, ein exemplarischer Bau des zu Beginn des 19. Jahrhunderts entwickelten Landkirchenbaus im Rundbogenstil, wurden symmetrisch gleichzeitig und als gleichartige Bauten das Pfarrhaus und das ehemalige Schulhaus zugeordnet. Diese regelmäßige Anordnung von Bauten im ländlichen Bereich kann als ein Beispiel der sogenannten Landesverschönerung verstanden werden, wie sie zum Beispiel von Johann Michael Christian Gustav Vorherr in Bayern propagiert wurde. Aktennummer: E-5-71-134-1.

## Baudenkmäler nach Gemeindeteilen

### Diebach
| Lage                             | Objekt                                               | Beschreibung | Akten-Nr.              | Bild           |
| -------------------------------- | ---------------------------------------------------- | --- | ---------------------- | -------------- |
| Insinger Straße 1 (Standort)     | Ehemaliges Schulhaus, jetzt Rathaus                  | Erdgeschossiger, traufseitiger Sandsteinquaderbau mit Satteldach, Ecklisenen, Stufengiebel und Profilen an Giebelsohle und Fenstern, „1888“ (bezeichnet)                                                                         | D-5-71-134-23 Wikidata | weitere Bilder |
| Insinger Straße 10 (Standort)    | Ehemalige Bahnhofsgaststätte                         | Zweigeschossiger Krüppelwalmdachbau mit Zwerchhaus, Fachwerkteilen über massivem Erdgeschoss und Hausteinelementen, im malerischen Heimatstil errichtet, 1903 ff.; mit Ausstattung                                               | D-5-71-134-22 Wikidata | weitere Bilder |
| Professor-Kraus-Weg 3 (Standort) | Evangelisch-lutherische Pfarrkirche St. Bartholomäus | Neugotische Saalkirche mit eingezogenem, dreiseitig geschlossenem Chor, Westturm mit Spitzhelm, flankierenden Treppentürmchen, Sakristeianbau im nördlichen Chorwinkel und angesetzten Strebepfeilern, 1897 ff.; mit Ausstattung | D-5-71-134-1 Wikidata  | weitere Bilder |
| Professor-Kraus-Weg 3 (Standort) | Friedhofsmauer                                       | Quader- und Bruchsteinmauer mit profilierten Torpfosten, Teile im Südosten wohl im Kern spätmittelalterlich, sonst um 1900 und 20. Jahrhundert                                                                                   | D-5-71-134-1 Wikidata  | weitere Bilder |
| Untere Straße 3 (Standort)       | Gasthaus zur Krone                                   | Zweigeschossiger Walmdachbau in Fachwerk über massivem Erdgeschoss mit profilierten, geohrten Fenster- und Türöffnungen sowie rundbogigem Kellerabgang aus Haustein, modern bezeichnet „1724“                                    | D-5-71-134-2 Wikidata  | weitere Bilder |

### Bellershausen
| Lage                              | Objekt                                   | Beschreibung | Akten-Nr.             | Bild           |
| --------------------------------- | ---------------------------------------- | --- | --------------------- | -------------- |
| Rothenburger Straße 8 (Standort)  | Katholische Kuratiekirche St. Laurentius | Chorturmkirche, Saalbau mit eingezogenem Rechteckchor im Turm mit Schweifkuppel mit hoher Laterne und Sakristeianbau im Norden, im Kern 12./13. Jahrhundert, um 1683 umfassende Reparaturarbeiten und Erneuerungen; mit Ausstattung | D-5-71-134-4 Wikidata | weitere Bilder |
| Rothenburger Straße 6 (Standort)  | Friedhofsmauer                           | Quadermauerwerk, im Kern mittelalterlich | D-5-71-134-4 Wikidata | weitere Bilder |
| Rothenburger Straße 14 (Standort) | Wohnhaus                                 | Erdgeschossiger Satteldachbau mit Fachwerkgiebel, Giebel 17./18. Jahrhundert, Wohnhaus wohl in Teilen erneuert | D-5-71-134-5 Wikidata | weitere Bilder |

### Oberoestheim
| Lage                                | Objekt                                        | Beschreibung | Akten-Nr.              | Bild           |
| ----------------------------------- | --------------------------------------------- | --- | ---------------------- | -------------- |
| Feuchtwanger Straße 12 (Standort)   | Ehemaliges Wohnstallhaus                      | Erdgeschossiger Satteldachbau in Fachwerk mit massiven Mauerzügen und Dacherker, ausgehendes 18./erstes Viertel 19. Jahrhundert, Dacherker später aufgestockt | D-5-71-134-8 Wikidata  | weitere Bilder |
| Nähe Feuchtwanger Straße (Standort) | Scheune                                       | Krüppelwalmdachbau mit Fachwerkteilen und Quadermauerwerk, 18. Jahrhundert, später mit einem kleinen Anbau erweitert                                          | D-5-71-134-24 Wikidata | weitere Bilder |
| Kirchplatz 4 (Standort)             | Ehemaliges Schulhaus                          | Zweigeschossiger Walmdachbau mit profilierten Fenster- und Türrahmen sowie Gurtgesims in Haustein, 1837                                                       | D-5-71-134-10 Wikidata | weitere Bilder |
| Kirchplatz 4 (Standort)             | Einfriedung                                   | Sandsteinquadermauer, um 1837 | D-5-71-134-10 Wikidata | weitere Bilder |
| Kirchplatz 6 (Standort)             | Evangelisch-lutherische Pfarrkirche St. Vitus | Saalbau im Rundbogenstil miteingestelltem Westturm mit Spitzhelm, verzahnter Eckquaderung und Hausteinelementen, 1835 ff.                                     | D-5-71-134-9 Wikidata  | weitere Bilder |
| Kirchplatz 6 (Standort)             | Friedhofsmauer                                | Symmetrisch an die Kirche anschließende Einfriedung mit Torpfosten, 1835 ff., später nach Süden erweitert                                                     | D-5-71-134-9 Wikidata  | weitere Bilder |
| Kirchplatz 8 (Standort)             | Evangelisch-lutherisches Pfarrhaus            | Zweigeschossiger Walmdachbau mit profilierten Fenster- und Türrahmen sowie Gurtgesims in Haustein, 1835 ff.                                                   | D-5-71-134-11 Wikidata | weitere Bilder |
| Kirchplatz 8 (Standort)             | Einfriedung                                   | Quadermauerwerk, 1835 ff. | D-5-71-134-11 Wikidata | weitere Bilder |
| Kirchplatz 8 (Standort)             | Scheune                                       | Erdgeschossiger Satteldachbau, wohl Mitte 19. Jahrhundert | D-5-71-134-11 Wikidata | weitere Bilder |
| Obere Bachgasse 2 (Standort)        | Ehemaliges Wohnstallhaus                      | Erdgeschossiger Steilsatteldachbau mit Fachwerkgiebel, 2. Hälfte 17./18. Jahrhundert                                                                          | D-5-71-134-12 Wikidata | weitere Bilder |
| Obere Bachgasse 2 (Standort)        | Scheune                                       | Fachwerkbau mit Satteldach, 18. Jahrhundert | D-5-71-134-12 Wikidata | BW             |

### Seemühle
| Lage                  | Objekt          | Beschreibung                                                                                                   | Akten-Nr.              | Bild |
| --------------------- | --------------- | --- | ---------------------- | ---- |
| Seemühle 3 (Standort) | Ehemalige Mühle | Erdgeschossiger Krüppelwalmdachbau mit Firstöffnung, Fachwerkteilen und Hausteinelementen, „1721“ (bezeichnet) | D-5-71-134-15 Wikidata | BW   |

### Unteroestheim
| Lage                              | Objekt                   | Beschreibung                                                                                                 | Akten-Nr.              | Bild           |
| --------------------------------- | ------------------------ | --- | ---------------------- | -------------- |
| Bellershauser Straße 2 (Standort) | Wohnstallhaus            | Erdgeschossiger, traufseitiger Satteldachbau mit rückwärtigem Fachwerkgiebel, 18. Jahrhundert                | D-5-71-134-25 Wikidata | weitere Bilder |
| Bellershauser Straße 3 (Standort) | Ehemaliges Wohnstallhaus | Erdgeschossiger, giebelständiger Satteldachbau mit Schopfwalm und Fachwerkgiebel, „1830“ (modern bezeichnet) | D-5-71-134-16 Wikidata | weitere Bilder |
| Bellershauser Straße 3 (Standort) | Scheune                  | Halbwalmdachbau mit Fachwerkteilen, frühes 19. Jahrhundert, Erweiterung nach 1826                            | D-5-71-134-16 Wikidata | weitere Bilder |

### Wolfsau
| Lage                 | Objekt                 | Beschreibung                                                       | Akten-Nr.              | Bild           |
| -------------------- | ---------------------- | ------------------------------------------------------------------ | ---------------------- | -------------- |
| Wolfsau 1 (Standort) | Ehemaliges Jagdschloss | Zweigeschossiger Mansardwalmdachbau mit Hausteinelementen, um 1700 | D-5-71-134-21 Wikidata | weitere Bilder |

## Ehemalige Baudenkmäler
In diesem Abschnitt sind Objekte aufgeführt, die früher einmal in der Denkmalliste eingetragen waren, jetzt aber nicht mehr. Objekte, die in anderem Zusammenhang also z. B. als Teil eines Baudenkmals weiter eingetragen sind, sollen hier nicht aufgeführt werden. Aktennummern in diesem Abschnitt sind ehemalige, jetzt nicht mehr gültige Aktennummern.

| Lage                                                     | Objekt                       | Beschreibung                                                              | Akten-Nr.              | Bild |
| -------------------------------------------------------- | ---------------------------- | ------------------------------------------------------------------------- | ---------------------- | ---- |
| Bellershausen Schillingsfürster Straße 12 (Standort)     | Ehemaliger Gasthof zum Stern | Zweigeschossiger Krüppelwalmdachbau mit Eckrustika und Gurtgesimsen, 1851 | D-5-71-134-7 Wikidata  | BW   |
| Seemühle Seemühle 1 (Standort)                           | Ehemalige Mühle              | Fachwerkscheune, Krüppelwalm, 18. Jahrhundert                             | D-5-71-134-15 Wikidata | BW   |
| Unteroestheim In Unteroestheim; am Weg nach Oberoestheim | Steinkreuz                   | Mittelalterlich (vermutlich abgegangen, Stand 2018)                       | D-5-71-134-20          | BW   |

## Abgegangene Baudenkmäler
In diesem Abschnitt sind Objekte aufgeführt, die früher einmal in der Denkmalliste eingetragen waren, jetzt aber nicht mehr existieren, z. B. weil sie abgebrochen wurden. Aktennummern in diesem Abschnitt sind ehemalige, jetzt nicht mehr gültige Aktennummern.

| Lage                               | Objekt                   | Beschreibung                                                       | Akten-Nr.              | Bild |
| ---------------------------------- | ------------------------ | ------------------------------------------------------------------ | ---------------------- | ---- |
| Unteroestheim Würzburger Straße 10 | Ehemaliges Wohnstallhaus | Erdgeschossiger Fachwerkbau mit Steilsatteldach, bezeichnet „1816“ | D-5-71-134-18 Wikidata | BW   |